# Cambio fonético «s → h» del quechua de Huaylas

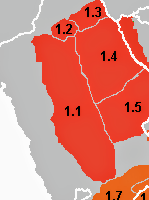
Extensión del quechua de Huaylas

El cambio fonético «s →h» es uno de los rasgos más distintivos del quechua de Huaylas entre las lenguas quechuas. El fenómeno consiste en que, en ciertas condiciones fonológicas, la s- inicial proto-quechua se convirtió en una h- aspirada que luego desapareció en algunas variedades del quechua de Huaylas. En este artículo se presentan algunos estudios llevados a cabo acerca del fenómeno con sus resultados, así como algunas de las teorías e hipótesis sobre qué motivos han podido intervenir en él.

## El fonema /s/ en la fonología proto-quechua

### El lugar de /s/ en el sistema consonántico

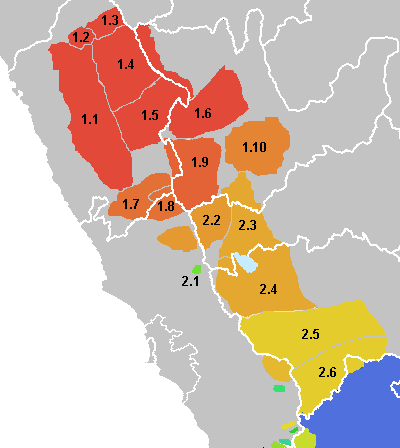
Área de difusión del Quechua I, el área 1.1 pertenece al quechua de Huaylas

En las palabras originales del proto-quechua, la /s/ podía aparecer  en posición inicial y en posición intervocálica . Este sonido, al ser la única fricativa labial sin pareja alguna se ajustaba muy inestablemente al sistema consonántico, por consiguiente quedaba fácilmente sometida a los cambios de la evolución fonética.

### El contexto fonológico
Como se puede ver en lo anterior, en el quechua de Huaylas se generalizó la articulación aspirada con [h] en todas las posiciones prevocálicas y llegando a desaparecer en posición intervocálica:
- WASI > wayi > casa
- SUTI >  huti > nombre
- SARA > hara > maíz